# Carga instrumental
El fenómeno de carga instrumental ocurre normalmente al cambiar las características físicas de un sistema por la introducción de un instrumento de medición, siendo más específico, en los circuitos eléctricos cuando se conecta un voltímetro, amperímetro o vatímetro a la red, ocurre un cambio de las características físicas del circuito por tanto, también ocurren cambios de las características eléctricas del mismo, este cambio puede aumentar, disminuir o simplemente no alterar las variables de interés (intensidad de corriente, voltaje, entre otras) del circuito.[cita requerida]
- Datos: Q5749167